# Sannella bifasciata
Sannella bifasciata är en insektsart som beskrevs av Irena Dworakowska 1982. Sannella bifasciata ingår i släktet Sannella och familjen dvärgstritar. Inga underarter finns listade i Catalogue of Life.